# Laurence Marandola
Laurence Marandola (née en Haute-Savoie) est une agricultrice française, porte-parole de la Confédération paysanne depuis mai 2023. 
Elle dirige une exploitation diversifiée d'élevage de lamas, d'arboriculture et d'aromatiques au village de Saleix sur la commune d'Auzat (Ariège).

## Biographie
Elle est la fille d’une mère professeure et d’un père vendeur de lubrifiants agricoles.
Après avoir grandi en France et fini ses études d'ingénieure agronome, Laurence Marandola se rend en Bolivie et commence la rédaction d'une thèse sur les populations indigènes qu'elle abandonne au bout d'un an. Elle passe seize ans dans le pays auprès de communautés paysannes. Elle revient en France en 2003 aux côtés de son compagnon ; les deux s’installent en Ariège en 2006 pour lancer leur exploitation.
Laurence Marandola et son compagnon exploitent une ferme diversifiée de 30 hectares en montagne pyrénéenne, où ils pratiquent l'élevage de lamas, la culture de plantes à parfum aromatiques et médicinales (PPAM) et la production de pommes. Les lamas sont élevés et vendus pour de l'écopâturage mais aussi du portage et de la production de produits à base de laine.

## Militantisme
Lors de ses années en Bolivie, elle travaille à l'accompagnement des paysans avec les Agronomes et vétérinaires sans frontières et la Via Campesina.
Elle rejoint la Confédération paysanne en 2012. Elle siège au comité national (instance de décision du syndicat) depuis 2017 où elle traite notamment des questions de pastoralisme, de défense des petites exploitations et de la Politique agricole commune. Elle est élue porte-parole du syndicat le 24 mai 2023 sans co-mandataire ce qui est une première pour l'histoire du syndicat. Son élection survient alors que le taux de représentation des femmes au comité national atteint les 43% et que les questions des droits des agricultrices se posent de plus en plus.
Elle est élue aux élections de la Chambre d'agriculture de l'Ariège pour le collège exploitant sur la liste Confédération paysanne pour la mandature 2019-2025 (39% des voix),. Elle est la première femme de l'histoire du syndicat à occuper ce rôle seule. La première femme porte-parole avait été Brigitte Allain, alors aux côtés de José Bové. Elle souhaite un modèle agricole en rupture avec le néolibéralisme et estime nécessaire la convergence des luttes entre le mouvement paysan et les associations écologistes comme Les Soulèvements de la Terre ou Bassines non merci.